# Nicolas Texier de La Boëssière
Pour les articles homonymes, voir Texier et Boëssière.

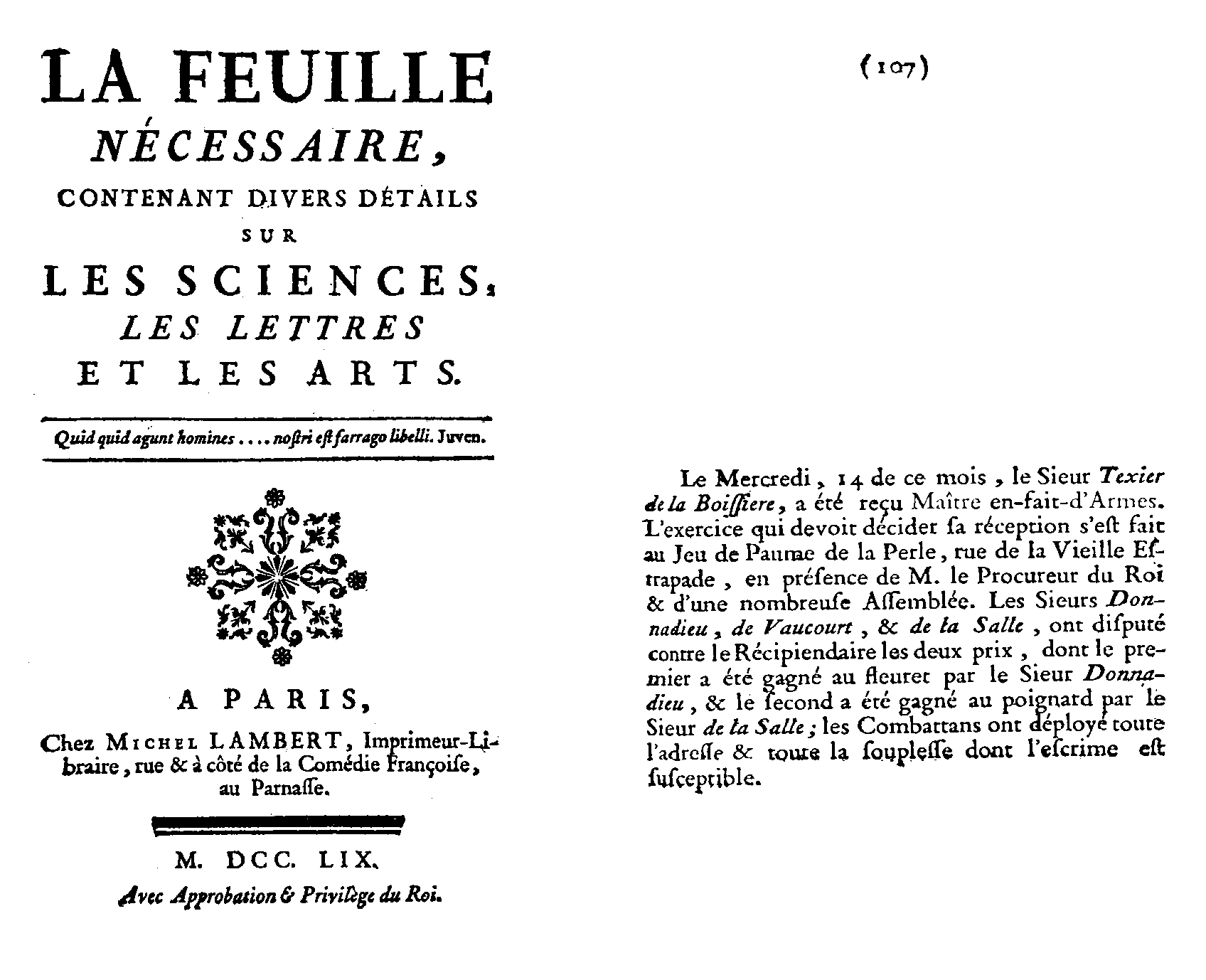
Texier de la Boiſſiere reçu Maître en-fait-d'Armes, 14 mars 1759

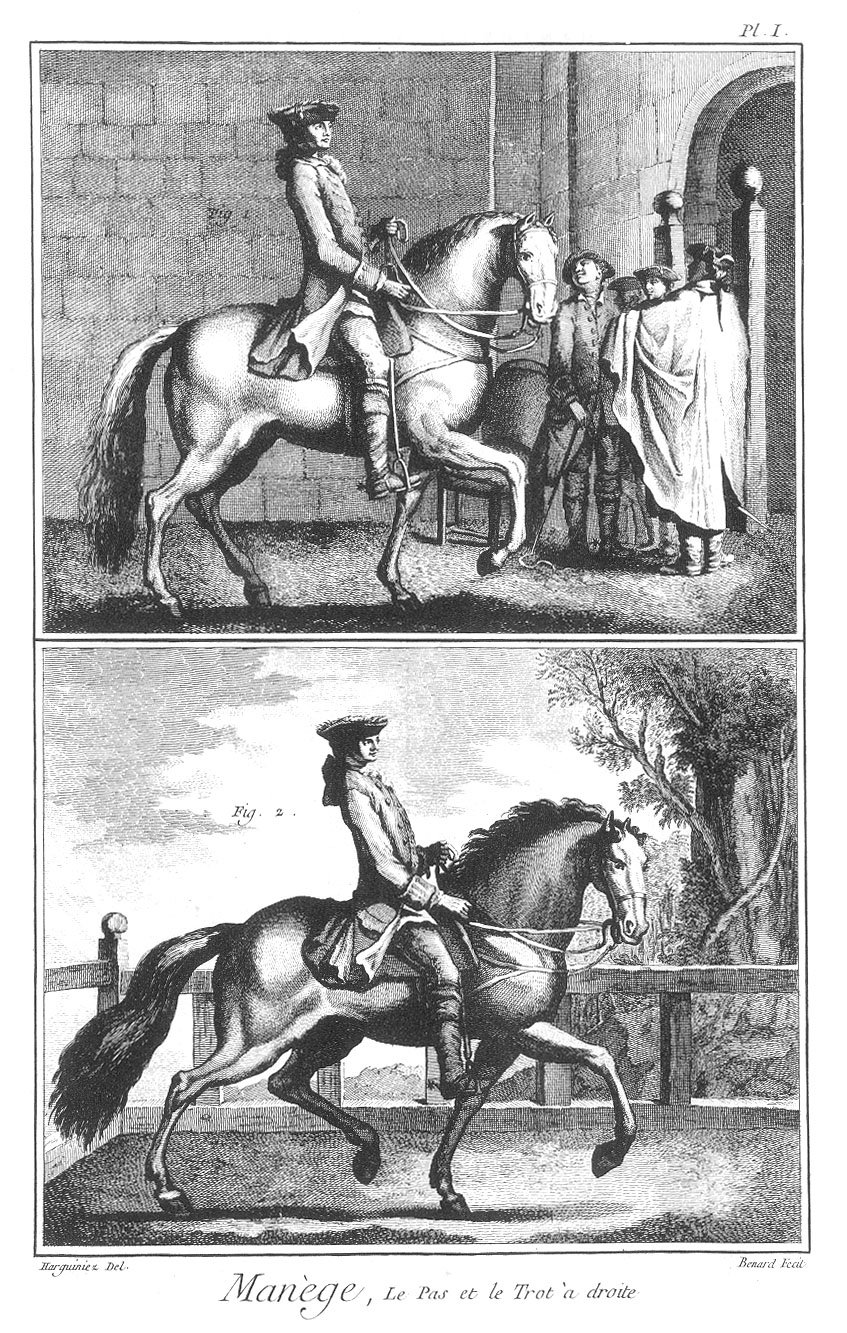
Manège, Le Pas et le Trot à droite, Encyclopédie ou Dictionnaire raisonné des sciences, des arts et des métiers, 1769.

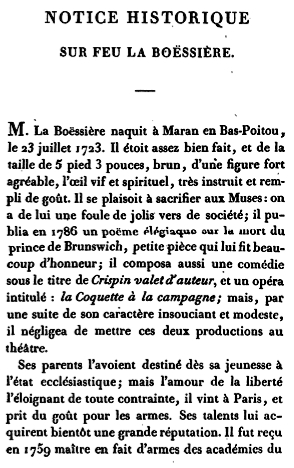
1818, La Boëssière
Traité de l'art des armes.

Nicolas Benjamin Texier de La Boëssière,, né le 23 juillet 1723 à Marans et mort le 1er mai 1807 à Paris, est un maître d'armes, homme de lettres, pédagogue. Il inventa le masque d'escrime, fut professeur de son fils Antoine Texier La Boëssière, de Joseph Bologne de Saint-George. Il laisse également une œuvre littéraire.

## Le maître d'armes
Les parents de La Boëssière l’avaient destiné dès sa jeunesse à l’état ecclésiastique ; il préféra être maître d’armes. Lors de sa réception à la maîtrise, qui eut lieu en 1759, il fut expérimenté par les trois derniers maîtres reçus dans la communauté : Donnadieu, Delasalle et Devocour.
Reçu prévôt de salle le 10 décembre 1752, Texier de la Boëssière ouvre son académie en 1759 à Paris. Il est maître d'armes des pages du duc de Penthièvre, père de Louise Marie Adélaïde de Bourbon, dite « mademoiselle de Penthièvre », mariée à Philippe d'Orléans plus tard Philippe Égalité.  Sa salle d'armes est d'abord rue de la Draperie, vis-à-vis du Palais de Justice, de 1769 à 1773.
De 1786 jusqu'en 1807, la Boëssière est installé rue Saint-Honoré, no 45, vis-à-vis l'Oratoire ; c'est-à-dire le Temple protestant de l'Oratoire du Louvre. L'art de l'équitation était enseigné à la salle du Manège royal, rue Saint-Honoré, no 350, près la place Vendôme.

## Invention du masque d'escrime
Texier de La Boëssière est l'auteur d'une innovation capitale pour les sportifs d'aujourd'hui qui pratiquent les arts de l'épée, du sabre et du fleuret : le masque à treillis. À la fin du XVIIIe siècle, cette innovation provoqua bien des réticences dans les salles d'armes.

« La Boëssière père, le professeur de Saint-Georges, inventa, vers 1750, le masque à treillis, à peu près semblable à celui dont nous nous servons aujourd'hui, mais sans les côtés. Plusieurs maîtres refusèrent longtemps de l'adopter dans leurs Salles comme étant une garantie indigne des bons tireurs. Ce ne fut qu'au commencement de notre siècle, et à la suite de plusieurs accidents graves, qu'il fut rigoureusement imposé dans les assauts. (Arsène Vigeant). »

## Le pédagogue
Comme maître d’armes, Texier de La Boëssière a formé, non seulement le chevalier de Saint-George et son fils, mais aussi Gomard père, Cavin de Saint-Laurent, la Madeleine, Pomar. Les matinées étaient employées à l'instruction et le reste de la journée à la salle d’armes.
Le chevalier de Saint-George a treize ans en 1759 lorsqu’il est mis en pension chez La Boëssière père. Il suivra durant six ans l'enseignement du maître d'armes, c'est-à-dire jusqu'en 1765 et le secondera plus tard en tant que prévôt d'armes.
La formation de La Boëssière fils, né en 1766, commence à l'âge de 8 ans, c'est-à-dire en 1774,, alors que Saint-George est déjà prévôt d'armes chez son père

« Depuis l’âge de huit ans que mon père me mit le fleuret à la main, ayant toujours exercé sous lui, j’ai eu l’inappréciable avantage d’être formé par ses leçons, et élevé avec M. de Saint-Georges. »

— Antoine de la Boêssière
Trois mois avant sa mort, survenue à l’âge de quatre-vingt-quatre ans, Texier de La Boëssière donnait encore des leçons d’armes On retrouve la philosophie de l'enseignement de La Boëssière dans l'ouvrage de son fils Antoine Texier La Boëssière et ceux des maîtres d'armes du XIXe siècle.

## Œuvre littéraire
« La Boëssière avait du goût pour les belles-lettres ; il écrivit plusieurs pièces de théâtre : entre autres, une comédie, Crispin valet d'auteur, un opéra, La Coquette à la campagne. Il fit aussi quelques poésies. (Henri Daressy). »

« Fils de ce grand maître, et élevé pour lui succéder, j'ai toujours vu avec peine que mon père négligeât de tracer sur le papier ses brillantes leçons. Ce n'étoit point la capacité qui lui manquoit ; car, ayant fait d'excellentes études, il étoit plus en état que qui ce fût de rédiger un ouvrage sur les armes ; mais sa vivacité, son goût le portoient plutôt à s'occuper d'objets de littérature qu'à réfléchir sérieusement sur des principes abstraits,. »

En 1766, lorsque Danet publia son premier volume d’escrime, la Compagnie chargea La Boëssière d’en rédiger la critique. Certains pensent que cette critique fut une erreur que dut regretter plus d’une fois le maître qui forma tant de brillants élèves. A.J.J. Posselier (Dit Gomard) fait la synthèse de la critique de La Boëssière dans son ouvrage La théorie de l'escrime enseignée par une méthode simple basée sur l'observation de la nature. Dans cet ouvrage, Gomard donne la biographie de La Boëssière et cite neuf fois son nom.
Texier de La Boëssière, qui enseigna l'art de donner la mort et d'épargner la vie, n'hésita pas à rédiger et publier des Couplets pour la Saint-Louis en 1789, exprimant ainsi son attachement à la monarchie. Patriote, mais profondément pacifiste, il s'exprime dans un Hommage à la paix pour célébrer la ratification du traité d'Amiens de 1802, suivie d'une leçon d'éducation civique à l'usage des enfants, La conquête de la paix, ou Le triomphe de la sagesse et de la valeur, strophes propres à être déclamées dans les fêtes données à l'occasion de la paix, qu'il signe de la formule consacrée, le citoyen La Boëssière. Quand la paix est rompue après le retour au pouvoir de William Pitt le Jeune et que la Troisième Coalition déclare la guerre à la France, Texier La Boëssière adresse à Bonaparte, Le Cri de la vengeance, sur la rupture de la paix et les forfaits des ministres de l'Angleterre, présenté au premier consul. C'est très certainement dans son poème élégiaque, La mort généreuse du prince Léopold de Brunsvick qu'il faut chercher les valeurs chevaleresques qu'il transmit à celui qui fut son plus précieux élève, le chevalier de Saint-George.

### Liste des œuvres

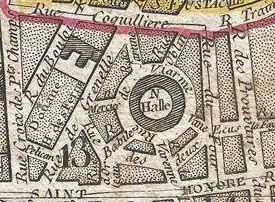
Le quartier de la Halle-aux-Bleds en 1797.

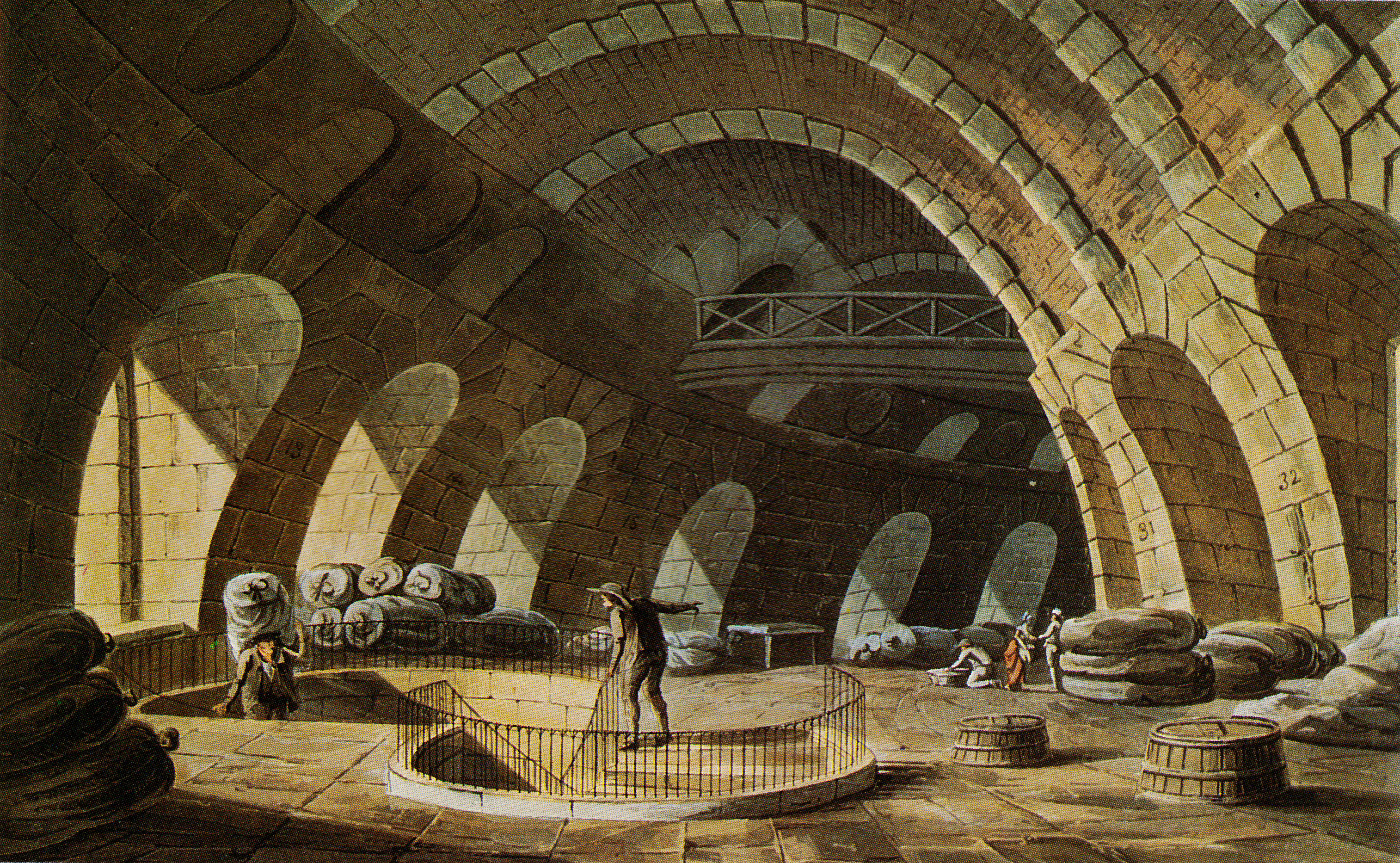
La halle au blé de Paris représentée en 1809

- 1766 - Observations sur le traité de l’Art des armes, pour servir de défense à la vérité des principes enseignés par les maîtres d’armes de Paris, par M**, maître d’armes des Académies du Roi, au nom de la Compagnie, 1766. »
- 1786 - Nicolas Texier de La Boëssière, La mort généreuse du prince Léopold de Brunsvick : Poème élégiaque, L'auteur, 1786 (BNF 31448162, lire sur Wikisource, lire en ligne).
- 1795 - Texier-Laboëssière, Le Règne de la justice et la proscription des hommes de sang, discours en vers prononcé à l'assemblée générale de la section de la Halle-aux-Bleds, le 20 germinal, l'an troisième de la République, Paris, Imprimerie de Renaudière, 9 avril 1795, 4 p. (BNF 31448164).
- 1803 - Nicolas Texier de La Boëssière, Le cri de la vengeance : Sur la rupture de la paix, et les forfaits des ministres de l'Angleterre, 1803 (BNF 31448159, lire sur Wikisource, lire en ligne).
- Stances à leurs majestés impériales et royales, Napoléon,... et Joséphine[18],